# Elzerath
Elzerath ist ein Dorf und Ortsbezirk im nördlichen Bereich der verbandsfreien Gemeinde Morbach im Hunsrück in Rheinland-Pfalz. Er hat etwa 110 Einwohner (2019).

## Geografie
Elzerath liegt nordwestlich von Heinzerath am Fuße des Haardtkopfes mit dem Sender Haardtkopf und südlich von Gornhausen und Gonzerath. Der Elzerather Bach mündet in den Heinzer Bach, der später der Dhron zufließt.

## Geschichte
Im Jahre 1277 wurde der Ort durch die Vögte zu Hunolstein erstmals urkundlich erwähnt.
Das Linke Rheinufer wurde 1794 im ersten Koalitionskrieg von französischen Revolutionstruppen besetzt. Von 1798 bis 1814 war Elzerath ein Teil der Französischen Republik (bis 1804) und anschließend des Napoleonischen Kaiserreichs, zugehörig dem Saardepartement. Auf dem Wiener Kongress (1815) kam die Region an das Königreich Preußen, der Ort wurde 1816 dem Regierungsbezirk Trier, Bürgermeisterei Morbach (ab 1927 Amt Morbach, ab 1968 Verbandsgemeinde Morbach) zugeordnet.
Nach dem Ersten Weltkrieg gehörte das Gebiet zum französischen Teil der Alliierten Rheinlandbesetzung. Nach dem Zweiten Weltkrieg wurde Elzerath innerhalb der französischen Besatzungszone Teil des damals neu gebildeten Landes Rheinland-Pfalz.
Am 31. Dezember 1974 wurde aus der bis dahin eigenständige Ortsgemeinde Elzerath mit zu diesem Zeitpunkt 133 Einwohnern und den anderen 18 Ortsgemeinden der Verbandsgemeinde Morbach die verbandsfreie Gemeinde Morbach (Einheitsgemeinde) gebildet.

## Politik

### Ortsbezirk
Elzerath ist gemäß Hauptsatzung einer von 19 Ortsbezirken der Gemeinde Morbach. Er wird politisch von einem Ortsbeirat und einem Ortsvorsteher vertreten.
Der Ortsbeirat von Elzerath besteht aus fünf Mitgliedern, die bei der Kommunalwahl am 9. Juni 2024 in einer Mehrheitswahl gewählt wurden, und der ehrenamtlichen Ortsvorsteherin als Vorsitzender.
Diana Schleder wurde am 27. August 2024 Ortsvorsteherin von Elzerath. Da bei der Direktwahl am 9. Juni 2024 kein Wahlvorschlag eingereicht wurde, oblag die Neuwahl des Ortsvorstehers gemäß rheinland-pfälzischer Gemeindeordnung dem Ortsbeirat, der sich auf seiner konstituierenden Sitzung einstimmig für Diana Schleder entschied.
Ihr Vorgänger Thorsten Mentges hatte das Amt im September 2019 von Winfried Lünemann übernommen, der es von 2004 bis 2019 ausgeübt hatte.

### Wappen
Im Wappen des Ortes finden sich zwei silberne, gekreuzte Rodehacken und ein goldener Äskulapstab mit silberner Schlange auf rotem Grund. Die Hacken weisen auf den Namen, speziell auf die Endsilbe des Ortsnamens hin. Früher wurde der Ort auch Enzeroth oder Elzeroit genannt. Der Äskulapstab mit Schlange ist ein klassisches Attribut der Ortspatrone St. Cosmas und Damianus.

## Sehenswürdigkeiten
Die heutige Dorfkapelle in der Ortsmitte ist aus dem Jahre 1954.

## Infrastruktur und Verkehr
Am Ortseingang befindet sich ein Gemeindehaus.
Die nächstgelegenen Bundesstraßen sind die B 269 und die B 327 (Hunsrückhöhenstraße).